# Xã East Brandywine, Quận Chester, Pennsylvania
Xã East Brandywine (tiếng Anh: East Brandywine Township) là một xã thuộc quận Chester, tiểu bang Pennsylvania, Hoa Kỳ. Năm 2010, dân số của xã này là 6.742 người.